# Giovanni di Coimbra
Giovanni d'Aviz, o Giovanni di Coimbra o Giovanni del Portogallo (in portoghese João de Coimbra, Príncipe de Antioquia; Portogallo, 1431 – Nicosia, 7 ottobre 1457), principe della casa d'Aviz, duca di Coimbra, fu principe titolare di Antiochia e consorte dell'erede al trono del regno di Cipro, di cui fu anche reggente, dal 1456 fino alla sua morte.
|  |

## Biografia

### Infanzia
Figlio secondogenito del primo Duca di Coimbra e reggente del regno del Portogallo, Pietro d'Aviz (figlio del re del Portogallo, Giovanni I e della moglie, Filippa di Lancaster) e  Isabella di Urgell (1409-1443), figlia del pretendente alla corona d'Aragona, il conte di Urgell, Giacomo II e di Isabella d'Aragona.

### Giovinezza
Nel 1439, suo padre dopo che le cortes, nel mese di dicembre di quello stesso anno, si erano pronunciate a suo favore, divenne il reggente del regno del Portogallo per conto del re, minorenne, Alfonso V.
Alfonso V, che aveva raggiunto la maggior età nel 1446, dal 9 giugno del 1448, cominciò a governare direttamente senza più bisogno della reggenza dello zio Pietro, anzi sotto l'influenza dell'altro zio, Alfonso I di Braganza, annullò tutti i provvedimenti presi Pietro, primo duca di Coimbra, durante la reggenza. Questo fatto portò alla rottura che sfociò, nel 1449, in una guerra aperta che si concluse con la battaglia sulle sponde del fiume Alfarrobeira, nelle vicinanze di Vila Franca de Xira, dove il duca di Coimbra perse la vita mentre i due figli che avevano combattuto al suo fianco ebbero sorti diverse: il primogenito, il Connestabile del Portogallo, Pietro di Coimbra, dovette lasciare il Portogallo e andare in esilio in Castiglia; il secondogenito, Giovanni fu fatto prigioniero e rinchiuso in carcere, assieme al fratello, Giacomo.
Giovanni, in un primo tempo, fu condannato a morte, ma poi, per l'intervento della zia, Isabella d'Aviz, duchessa di Borgogna, assieme ai fratelli, Giacomo e Beatrice, fu consegnato al duca di Borgogna, Filippo III il Buono, che lo fece risiedere nelle Fiandre.

### Matrimonio
Il 21 dicembre 1456, dopo aver ricevuto il titolo di principe (titolare) di Antiochia, a Nicosia, Giovanni sposò Carlotta di Lusignano, figlia ed erede del re di Cipro, Giovanni II e di Elena Paleologa, figlia di Teodoro II Paleologo, despota della Morea (figlio del basileus dei romei Manuele II Paleologo), e di Cleofe Malatesta di Pesaro.
Questo matrimonio è citato nei Lignages d'Outremer dove parla delle figlie del re di Cipro, Giovanni II, Cleofe (morta giovane) e Carlotta, la primogenita che sposò Giovanni del Portogallo, principe di Antiochia.

### Morte
Giovanni morì a Nicosia, il 7 ottobre 1457, assassinato, per avvelenamento, dalla suocera, e fu inumato nella chiesa dei francescani di Nicosia

## Ascendenza
|                           |                     |                                            | Genitori                                 |  |  | Nonni |  |  | Bisnonni                |  |  | Trisnonni                 |  |
|                           |                     |                                            |                                          |  |  |       |  |  | Pietro I del Portogallo |  |  | Alfonso IV del Portogallo |  |
|                           |                     |                                            |                                          |  |  |       |  |  | Pietro I del Portogallo |  |  | Alfonso IV del Portogallo |  |
|                           |                     | Beatrice di Castiglia                      |                                          |  |  |       |  |  | Pietro I del Portogallo |  |  |                           |  |
| Giovanni I del Portogallo |                     |                                            |                                          |  |  |       |  |  | Pietro I del Portogallo |  |  |                           |  |
|                           |                     | Teresa Lourenço                            | Lourenço Martins da Praça                |  |  |       |  |  |                         |  |  |                           |  |
|                           |                     | Teresa Lourenço                            | Lourenço Martins da Praça                |  |  |       |  |  |                         |  |  |                           |  |
|                           |                     | Teresa Lourenço                            | Maria di Lourdes Gil                     |  |  |       |  |  |                         |  |  |                           |  |
| Pietro d'Aviz             |                     | Teresa Lourenço                            |                                          |  |  |       |  |  |                         |  |  |                           |  |
|                           |                     | Giovanni Plantageneto, I duca di Lancaster | Edoardo III d'Inghilterra                |  |  |       |  |  |                         |  |  |                           |  |
|                           |                     | Giovanni Plantageneto, I duca di Lancaster | Edoardo III d'Inghilterra                |  |  |       |  |  |                         |  |  |                           |  |
|                           |                     | Giovanni Plantageneto, I duca di Lancaster | Filippa di Hainaut                       |  |  |       |  |  |                         |  |  |                           |  |
| Filippa di Lancaster      |                     | Giovanni Plantageneto, I duca di Lancaster |                                          |  |  |       |  |  |                         |  |  |                           |  |
|                           |                     | Bianca di Lancaster                        | Enrico Plantageneto, I duca di Lancaster |  |  |       |  |  |                         |  |  |                           |  |
|                           |                     | Bianca di Lancaster                        | Enrico Plantageneto, I duca di Lancaster |  |  |       |  |  |                         |  |  |                           |  |
|                           |                     | Bianca di Lancaster                        | Isabella di Beaumont                     |  |  |       |  |  |                         |  |  |                           |  |
| Giovanni di Coimbra       |                     | Bianca di Lancaster                        |                                          |  |  |       |  |  |                         |  |  |                           |  |
|                           | Pietro II di Urgell | Giacomo I di Urgell                        |                                          |  |  |       |  |  |                         |  |  |                           |  |
|                           | Pietro II di Urgell | Giacomo I di Urgell                        |                                          |  |  |       |  |  |                         |  |  |                           |  |
|                           | Pietro II di Urgell | Cecilia di Comminges                       |                                          |  |  |       |  |  |                         |  |  |                           |  |
| Giacomo II di Urgell      | Pietro II di Urgell |                                            |                                          |  |  |       |  |  |                         |  |  |                           |  |
|                           |                     | Margherita del Monferrato                  | Giovanni II del Monferrato               |  |  |       |  |  |                         |  |  |                           |  |
|                           |                     | Margherita del Monferrato                  | Giovanni II del Monferrato               |  |  |       |  |  |                         |  |  |                           |  |
|                           |                     | Margherita del Monferrato                  | Elisabetta di Maiorca                    |  |  |       |  |  |                         |  |  |                           |  |
| Isabella di Urgell        |                     | Margherita del Monferrato                  |                                          |  |  |       |  |  |                         |  |  |                           |  |
|                           |                     | Pietro IV d'Aragona                        | Alfonso IV d'Aragona                     |  |  |       |  |  |                         |  |  |                           |  |
|                           |                     | Pietro IV d'Aragona                        | Alfonso IV d'Aragona                     |  |  |       |  |  |                         |  |  |                           |  |
|                           |                     | Pietro IV d'Aragona                        | Teresa di Entenza                        |  |  |       |  |  |                         |  |  |                           |  |
| Isabella d Aragona        |                     | Pietro IV d'Aragona                        |                                          |  |  |       |  |  |                         |  |  |                           |  |
|                           |                     | Sibilla di Fortià                          | Bernat di Fortià                         |  |  |       |  |  |                         |  |  |                           |  |
|                           |                     | Sibilla di Fortià                          | Bernat di Fortià                         |  |  |       |  |  |                         |  |  |                           |  |
|                           |                     | Sibilla di Fortià                          | Francesca di Palau                       |  |  |       |  |  |                         |  |  |                           |  |
|                           |                     | Sibilla di Fortià                          |                                          |  |  |       |  |  |                         |  |  |                           |  |